# 1-й Николощеповский переулок
1-й Николощепо́вский переу́лок — улица в центре Москвы в районе Арбат между Смоленской площадью и Смоленской набережной.

## Происхождение названия
Назван по церкви Николая Чудотворца на Щепах, которая была поставлена близ государева дровяного (щепного) двора, на котором делались срубы для деревянных построек.

## Описание
1-й Николощеповский переулок начинается на Садовом кольце от Смоленской площади напротив Карманицкого переулка, проходит на запад, пересекает 1-й Смоленский переулок, перед Смоленским метромостом слева к нему примыкает Малый Новопесковский переулок, огибает Смоленский метромост с юга и заканчивается на Смоленской набережной.

## Здания и сооружения
По нечётной стороне:
По чётной стороне:
- Дом 6, строение 1 — Народная столовая Общества поощрения трудолюбия (1883, архитектор А. Л. Обер), в настоящее время — «ББР-банк».